# 울진역
울진역(Uljin station, 蔚珍驛)은 경상북도 울진군 울진읍에 있는 동해선의 철도역이다.

## 연혁
- 2025년 1월 1일 : 개통[1]
- 2025년 12월 : KTX-이음 운행 개시 (예정)

## 역 구조

### 승강장
| ↑ 매화 |
| \| ２  |
| 죽변 ↓ |

| 1 | ITX-마음 누리로 | 부전 · 동대구 · 포항 방면 |
| 2 | ITX-마음 누리로 | 삼척 · 강릉 방면          |

## 역 주변
- 울진군청
- 울진초등학교
- 울진중학교
- 울진고등학교
- 울진향교

## 인접한 역
| 동해선           | 동해선          | 동해선         |
| ---------------- | --------------- | -------------- |
| 매화 부전 방면   | ITX-마음 동해선 | 죽변 강릉 방면 |
| 기성 동대구 방면 | ITX-마음 동해선 | 흥부 강릉 방면 |
| 매화 동대구방면  | 누리로 동해선   | 죽변 강릉 방면 |